# 鄭兆村
鄭兆村（英語：Cheng Chao-tsun，1993年10月17日—）是出生於桃園縣楊梅鎮（現桃園市楊梅區）的客家人，是中華代表隊田徑運動員，主攻項目為男子標槍，於2017年世界大學生運動會擲出91.36公尺，成為亞洲紀錄保持者，亦為亞洲第一位擲出超過90公尺的運動員，該91.36公尺的成績使他成為（截至當時為止）世界標槍史上第12傑，國際田徑總會與亞洲田徑總會均特別刊文報導。

## 選手生涯
鄭兆村於2017年代表中華隊出賽台北世大運男子標槍項目，決賽中鄭兆村擲出91公尺36的成績而奪得金牌，更是第一位突破90公尺的亞洲選手。
由於台北世大運的優異表現，令鄭兆村於2018年亞洲運動會備受媒體、民眾期待能有所發揮，然而鄭兆村於決賽僅擲出73公尺86的成績，位居第五。
亞運遭逢失利的後一個月，鄭兆村作為唯一來自台灣的選手代表亞洲-大洋洲聯隊出賽2018年田徑洲際盃，標槍項目中須與同隊選手先互比擲三次標槍後的成績來決定與各洲選手對決的資格，因此鄭兆村前三擲以最佳成績82公尺06擊敗應屆亞運標槍金牌得主的印度選手尼拉吉·秋普拉而代表亞洲-大洋洲聯隊與各洲選手角逐金牌，接著第四擲鄭兆村擲出83公尺28排名第1而獲得了與另名德國選手托马斯·勒勒爭奪金牌的資格，最後的第五擲鄭兆村以81公尺81敗給了羅勒爾的87公尺07，但依舊替亞洲-大洋洲聯隊贏得了洲際盃的標槍銀牌。
2019年亞洲田徑錦標賽鄭兆村以86公尺72的成績奪金。鑽石聯賽上海站鄭兆村以87公尺12的成績奪銀，成為臺灣首位符合東京奧運田徑參賽標準的運動員。鑽石聯賽伯明罕站鄭兆村以87公尺75的成績奪金，成為中華民國首位在鑽石聯賽奪金的選手。

## 國際大型運動賽會
| 年   | 賽事                         | 舉辦城市                 | 名次   | 項目            | 記錄                            |
| ---- | ---------------------------- | ------------------------ | ------ | --------------- | ------------------------------- |
| 2009 | 亞洲青年運動會               | 新加坡                   | 銀牌   | 標槍（700公克） | 71.97公尺（Personal Best）      |
| 2009 | 世界少年田徑錦標賽           | 義大利布雷薩諾內         | 9q1    | 標槍（700公克） | 63.21公尺                       |
| 2009 | 世界中學生運動會             | 杜哈                     | 銀牌   | 標槍（700公克） | 71.91公尺                       |
| 2010 | 青年奧林匹克運動會亞洲資格賽 | 新加坡                   | 金牌   | 標槍（700公克） | 71.07公尺（Season Best）        |
| 2010 | 亞洲青年田徑錦標賽           | 越南河內                 | 銀牌   | 標槍（800公克） | 73.26公尺                       |
| 2010 | 世界青年田徑錦標賽           | 加拿大新布藍茲維省蒙克頓 | 第8名  | 標槍（800公克） | 71.58公尺                       |
| 2010 | 夏季青年奧林匹克運動會       | 新加坡                   | 4fB    | 標槍（700公克） | 65.94公尺                       |
| 2011 | 亞洲田徑錦標賽               | 日本兵庫縣神戶市         | 第11名 | 標槍（800公克） | 67.86公尺                       |
| 2012 | 亞洲青年田徑錦標賽           | 斯里蘭卡可倫坡           | 金牌   | 標槍（800公克） | 74.68公尺                       |
| 2012 | 世界青年田徑錦標賽           | 西班牙加泰隆尼亞巴塞隆納 | 9q1    | 標槍（800公克） | 67.88公尺                       |
| 2013 | 夏季世界大學生運動會         | 俄羅斯喀山               | 11q1   | 標槍（800公克） | 65.38公尺                       |
| 2014 | 亞洲運動會                   | 仁川廣域市               | 第5名  | 標槍（800公克） | 81.61公尺（Season Best）        |
| 2015 | 亞洲田徑錦標賽               | 中国湖北省武漢市         | 第7名  | 標槍（800公克） | 73.71公尺                       |
| 2015 | 亞洲田徑大獎賽               | 泰國曼谷                 | 第4名  | 標槍（800公克） | 72.26公尺                       |
| 2015 | 亞洲田徑大獎賽               | 泰國巴吞他尼府           | 銅牌   | 標槍（800公克） | 75.24公尺                       |
| 2015 | 亞洲田徑大獎賽               | 泰國莊他武里府           | 第4名  | 標槍（800公克） | 72.99公尺                       |
| 2015 | 夏季世界大學生運動會         | 光州廣域市               | 第4名  | 標槍（800公克） | 79.35公尺                       |
| 2017 | 亞洲田徑大獎賽               | 中国浙江省金華市         | 金牌   | 標槍（800公克） | 84.72公尺                       |
| 2017 | 亞洲田徑大獎賽               | 中国浙江省嘉興市         | 金牌   | 標槍（800公克） | 86.92公尺（亞洲田徑大獎賽紀錄） |
| 2017 | 亞洲田徑大獎賽               | 中華民國（臺灣）臺北市   | 銀牌   | 標槍（800公克） | 79.93公尺                       |
| 2017 | 亞洲田徑錦標賽               | 印度奧里薩邦布巴內斯瓦   | 第6名  | 標槍（800公克） | 80.03公尺                       |
| 2017 | 世界田徑錦標賽               | 英国 英格兰倫敦          | 11q1   | 標槍（800公克） | 77.87公尺                       |
| 2017 | 夏季世界大學生運動會         | 中華民國（臺灣）臺北市   | 金牌   | 標槍（800公克） | 91.36公尺（亞洲與全國紀錄）     |
| 2018 | 亞洲運動會                   | 印度尼西亞雅加達         | 第5名  | 標槍（800公克） | 79.81公尺                       |
| 2018 | IAAF Continental Cup         | 捷克奧斯特拉瓦           | 銀牌   | 標槍（800公克） | 83.28公尺                       |
| 2019 | 亞洲田徑錦標賽               | 杜哈                     | 金牌   | 標槍（800公克） | 86.72公尺（亞洲田徑錦標賽紀錄） |
| 2019 | 世界田徑錦標賽               | 杜哈                     | 第10名 | 標槍（800公克） | 77.99公尺                       |
| 2021 | 夏季奧林匹克運動會           | 日本東京都               | 15q2   | 標槍（800公克） | 71.20公尺                       |

## 統計
| 成績             | 時間          | 地點                         | 地面條件（溼度，溫度，天氣狀況） |
| ---------------- | ------------- | ---------------------------- | -------------------------------- |
| 91.36公尺        | 2017年8月26日 | 中華民國（臺灣）臺北市松山區 | 55%，34℃，Sunny                  |
| 89.05公尺        | 2019年8月29日 | 瑞士蘇黎世                   | 67%，24℃，Clear Sky              |
| 87.75公尺        | 2019年8月18日 | 英国 英格兰伯明罕            | 50%，20℃，Cloudy                 |
| 87.12公尺        | 2019年5月18日 | 中国上海市徐匯區             | 66%，23℃，Partly cloudy          |
| 86.93公尺        | 2019年5月18日 | 中国上海市徐匯區             | 66%，23℃，Partly cloudy          |
| 86.92公尺        | 2017年4月27日 | 中国浙江省嘉興市             |                                  |
| 86.72公尺        | 2019年4月22日 | 杜哈                         | 47%，22℃，Partly cloudy          |
| 86.10公尺        | 2019年5月26日 | 中華民國（臺灣）臺北市松山區 |                                  |
| 85.54公尺        | 2020年12月5日 | 中華民國（臺灣）新北市板橋區 |                                  |
| 84.77公尺        | 2017年4月7日  | 中華民國（臺灣）臺北市松山區 |                                  |
| 平均約87.226公尺 |               |                              |                                  |

## 賽事成績
- 2009年亞洲青年運動會以71公尺97的成績，奪得銀牌。
- 2011年全國運動會以77公尺07的成績，打破大會紀錄，完成二連霸。[13]
- 2012年全國中等學校運動會以74公尺99的成績，打破大會紀錄，奪得金牌。[14]
- 2012年亞洲青年田徑錦標賽以74公尺68的成績，奪得金牌。
- 2014年亞洲運動會以81公尺61的成績，突破個人最佳成績，名列第五名。[15]
- 2015年仁川亞洲運動會以81公尺61的成績，奪得第五名。
- 2015年東京世界挑戰賽以81公尺78成績，奪得銅牌。
- 2015年世界大學運動會以79公尺35的成績，奪得第四名。
- 2015年全國運動會男子標槍以77公尺86的成績，奪得金牌。
- 2017年全國大專校院田徑公開賽以84公尺77，突破個人最佳成績，打破大會紀錄，奪得金牌，並打破黃士峰在日本川崎國際世界挑戰賽黃金大獎賽所保持的83.82公尺的全國紀錄
- 2017年亞洲田徑大獎巡迴賽第一站金華站冠軍，成績84公尺72，再度打破由自己在當年大專運動會所保持的83.82的全國紀錄。
- 2017年亞洲田徑大獎巡迴賽第二站嘉興站冠軍，成績86公尺92。
- 2017年亞洲田徑大獎巡迴賽第三站台北站亞軍，成績79公尺93。
- 2017年夏季世界大學運動會以91.36公尺，令他成為亞洲第一位標槍成績超越90公尺之運動員，此成績打破個人最佳紀錄、大會紀錄及亞洲紀錄，並使他奪得金牌。
- 2018年國際田總洲際盃，以81.81公尺，奪得銀牌，為台灣史上第一人[16]。

## 軼事
鄭兆村於世大運賽事和世界標槍錦標賽結束後入伍服役，服陸軍役。其中在單兵擲手榴彈目中，鄭兆村竟然擲出了約80公尺，震驚在場的同袍。退伍後被各大媒體問及此事，鄭兆村表示沒有想太多就丟了，只是沒料到會這麼遠。上個紀錄的保持人旅美投手王建民（約71公尺）也驚呼很厲害。

## 外部連結
- 鄭兆村在国际奥林匹克委员会的资料
- 鄭兆村在的頁面
- 鄭兆村的Facebook專頁
- 鄭兆村的Instagram帳戶
- 鄭兆村在Olympedia的个人资料和比赛数据

| 紀錄            | 紀錄                                      | 紀錄 |
| --------------- | ----------------------------------------- | ---- |
| 前任者： 趙慶剛 | 男子標槍亞洲紀錄保持者 2017年8月26日–至今 | 現任 |